# Lettisches Kriegsmuseum

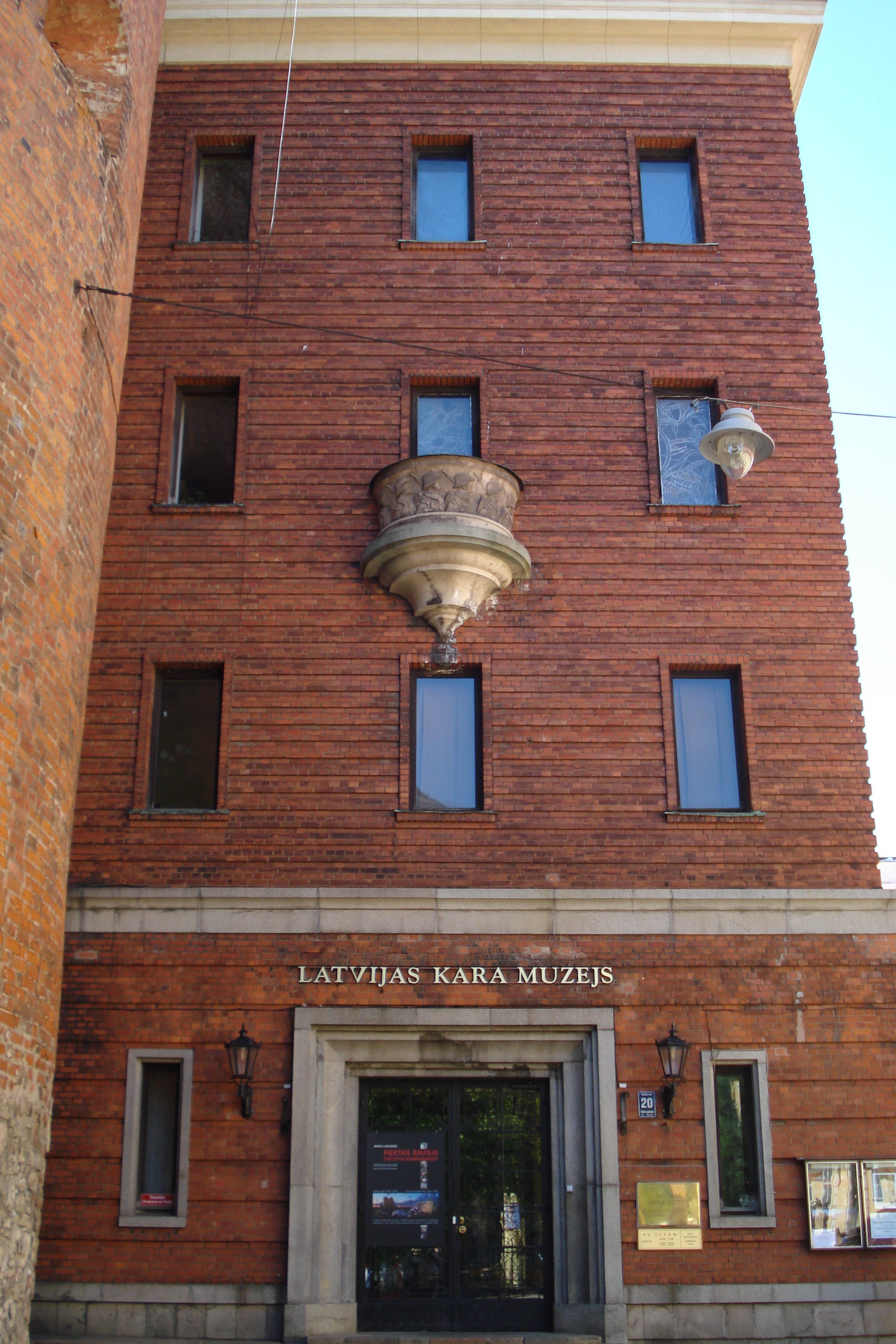
Ansicht des Museums

Das Lettische Kriegsmuseum (lettisch: Latvijas Kara muzejs) ist ein Museum in der lettischen Hauptstadt Riga. Es befindet sich am Rande der Altstadt im Pulverturm und einem zwischen 1937 und 1940 erbauten, an den Turm anschließenden Gebäude. Der Eintritt ist für alle Besucher kostenlos. Ein kleiner Museumsshop befindet sich im Foyer.

## Geschichte und Sammlungen
Das Lettische Kriegsmuseum wurde 1924 gegründet, es war eines der ersten Museen seiner Art in Europa. Es widmet sich chronologisch und räumlich aufsteigend in jedem der Geschosse einem Zeitabschnitt vom 13. Jahrhundert bis zum 18. Jahrhundert, dem Ersten und Zweiten Weltkrieg über die Sowjetzeit bis in die Gegenwart. Der Schwerpunkt liegt auf der ersten Hälfte des 20. Jahrhunderts sowie der Dokumentation und Entstehung der lettischen Nation und deren Wehrhaftigkeit.
Insgesamt bietet das Museum eine Vielzahl eindrucksvoller Exponate von Artillerie, Handwaffen, Blankwaffen, Geschosse und Granaten, Uniformen, Helmen und Orden, dazu Dokumente und Fotografien, Nachbauten eines Gefechtsstandes und eines Unterstandes, Lazarettausstattungen usw.

## Außenstelle am Ort der Schlachten an der Aa
Im Tirel-Moor (lettisch: Tīreļu purvs) im Nordosten der Gemeinde Valgunde im Bezirk Jelgava, an der Grenze zu Mārupe, befindet sich eine Außenstelle, deren Ausstellung an die Schlachten an der Aa (lettisch: Ziemassvētku kaujas jeb Jelgavas operācija) erinnert.